# Peter Kember
Peter Kember (Rugby, 19 novembre 1965) è un polistrumentista, cantautore, compositore e produttore discografico britannico, conosciuto anche con il soprannome di Sonic Boom.

## Biografia
Nato nella cittadina di Rugby, nella contea dello Warwickshire, nel 1982 Peter Kember si iscrive al Rugby Art College, dove fa la conoscenza di Jason Pierce, con cui fonda gli Spacemen 3, con l'aggiunta di Pete Bain al basso e Tim Morris alla batteria.
Nel 1989, con gli Spacemen 3 ancora in attività, Kember entra in studio per realizzare il suo primo album solista che vede la luce in quello stesso anno. Il disco, dal titolo Spectrum, realizzato con la partecipazione di alcuni membri degli stessi Spacemen 3 (Jason Pierce, Mark Refoy e Will Carruthers), viene pubblicato dalla Silvertone Records.
Nel 1991, dopo 9 anni di attività e 8 album pubblicati, terminata l'avventura con gli Spacemen 3, Kember inizia la sua carriera solista dando vita a due progetti in parallelo: Spectrum ed Experimental Audio Research.
Per gli Spectrum, Pete "Sonic Boom" Kember si avvale di nuovi musicisti: il chitarrista Richard Formby, il bassista Mike Stout e Pat Fish (già nei Jazz Butcher). Dopo una serie di singoli, nel 1992 la band ha pubblicato il suo album di debutto, Soul Kiss (Glide Divine), lavoro che comprende sia brani convenzionali che pezzi sperimentali più lunghi e ripetitivi. Alla fine dello stesso anno, Richard Formby, viene sostituito da Kevin Cowan (ex-chitarrista dei Darkside) e, nel 1993, il gruppo pubblica Indian Summer, un EP di cover. Nel 1994, gli Spectrum, a cui nel frattempo si sono aggiunti il chitarrista Scott Riley, il programmatore Alf Hardy ed il bassista Pete Bassman (ex Spacemen 3), danno alle stampe il loro secondo album: Highs, Lows and Heavenly Blows. Nel 1997 la band pubblica l'album Forever Alien, mentre due anni dopo, nel 1999, con l'uscita di A Lake Of Teardrops, album che vede la collaborazione della band Silver Apples, Kember pone di fatto fine all'avventura degli Spectrum. Solo nel 2008, a quasi dieci anni dall'ultimo lavoro, Kember ha riesumato il progetto Spectrum con la pubblicazione dell'album Indian Giver (Birdman Records), una collaborazione con il musicista americano Jim Dickison accreditato come Captain Memphis.
Parallelamente all'esperienza con gli Spectrum, Pete "Sonic Boom" Kember dà vita anche ad un secondo progetto musicale: gli E.A.R. (Experimental Audio Research). Dopo un primo album (Mesmerized, nel 1994) pubblicato in solitudine, il progetto si amplia con l'ingresso di altri musicisti: il sassofonista Kevin Martin (God), il chitarrista Kevin Shields (My Bloody Valentine) e il percussionista Eddie Prevost (AMM). Il secondo album, Beyond the Pale (1996), che è stato in realtà il primo ad essere registrato, nel 1992, remixato dal musicista tedesco Thomas Köner, viene pubblicato dall'etichetta Big Cat. Seguono poi Phenomena 256 e Millennium Music (sempre nel 1996). Data Rape (nel 1998) viene registrato esclusivamente da Kember. L'ultimo album degli E.A.R., uscito nel 2005 per l'etichetta Lumberton, è Worn To A Shadow.
Nel 2020 pubblica, dopo molti anni, un altro album a nome Sonic Boom intitolato All Things Being Equal.
Nel corso degli anni, Kember, ha collaborato con numerosi artisti, sia come musicista (Stereolab, Yo La Tengo), che in veste di produttore (MGMT, Panda Bear).

## Discografia

### Album da solista
- 1990 - Spectrum
- 1994 - What Came Before After
- 2020 – All Things Being Equal

### Con gli Spectrum
- 1992 - Soul Kiss (Glide Divine)
- 1994 - Highs, Lows and Heavenly Blows
- 1997 - Forever Alien
- 1999 - A Lake Of Teardrops [con Silver Apples]
- 2008 -  Indian Giver [con Captain Memphis]

### Con gli EAR (Experimental Audio Research)
- 1994 - Mesmerised
- 1996 - Beyond the Pale
- 1996 - Phenomena 256
- 1997 - The Köner Experiment
- 1998 - Millennium Music
- 1998 - Data Rape
- 1999 - Living Sound [con Jessamine]
- 1999 - Pestrepeller
- 2000 - Vibrations
- 2001 - Continuum
- 2005 - Worn to a Shadow